# Первомайский (Фалёнский район)
Первомайский — поселок в Фалёнском районе Кировской области. 

## География
Находится на расстоянии примерно 4 километра по прямой на юго-запад от районного центра поселка Фалёнки.

## История
Основан в 1930 году как совхоз №4, другое название "совхоз «Восьмое марта». В 1941-57 годах  - отделение Вятлага (сначала высланные немцы Поволжья, потом пленные немцы, потом заключенные), с 1960-х годов отделение Фаленской селекционной станции. В 1950 году учтено 93 двора и 327 жителей, в 1989 году учтено 218 жителей. До 2020 года входил в Фалёнское городское поселение, ныне непосредственно в составе Фалёнского района.

## Население
Постоянное население  составляло 207 человек (русские 94%) в 2002 году, 80 в 2010.